# Clara Guerrerová
Clara Juliana Guerrero Londoño (* 22. dubna 1982, Armenia) je kolumbijská reprezentantka v bowlingu. Od roku 2015 soutěží v sérii Professional Women's Bowling Association.
Na mistrovství světa v bowlingu získala tři zlaté, jednu stříbrnou a tři bronzové medaile. Na Panamerických hrách byla v roce 2003 třetí v individuální soutěži, v roce 2015 vyhrála spolu s Rocio Restrepovou soutěž dvojic a byla třetí mezi jednotlivkyněmi, v roce 2019 vyhrála individuální soutěž. Byla nejúspěšnější účastnicí Jihoamerických her v Medellínu v roce 2010, kde získala šest zlatých medailí a jedno stříbro. Na Světových hrách 2017 zvítězily Guerrerová a Restrepová mezi dvojicemi. V individuální soutěži skončila Guerrerová původně na třetím místě, avšak po pozitivním dopingovém testu a následné diskvalifikaci vítězné Laury Beuthnerové z Německa se posunula na druhou příčku.
V roce 2009 ji časopis El Espectador vyhlásil kolumbijskou sportovkyní roku.
Vystudovala mezinárodní obchod na Wichita State University, provdala se za Američana a žije v USA.